# Nyírderzs
Nyírderzs község Szabolcs-Szatmár-Bereg vármegyében, a Nyírbátori járásban.

## Fekvése
A vármegye délkeleti részén fekszik, a Nyírségben. A környező települések közül Nyírbátor 9,5, Nyírcsászári 4,5, Mátészalka 19, Nyírgyulaj 4,5, Ófehértó 11, Kántorjánosi 4, Őr 9 kilométer távolságra található.

### Megközelítése
Közúton csak déli szomszédja, Nyírcsászári felől közelíthető meg, a 471-es főútból kiágazó 49 128-as számú mellékúton. Kántorjánosival és Hodásszal mezőgazdasági utak kötik össze.

## Története
Nyírderzs neve az oklevelekben 1298-ban fordul elő először, egy idevaló nemes nevében említik.
A 14. században a Kántor család birtoka. 1450-ven a Hodásziak, 1456-ban a Vay család, 1478-ban a Petneházi család, 1481-ben a Báthoriak birtokaként van említve.
1579-ben Derzsre és a hozzá tartozó pusztákra Ibrányi László és Pál kap királyi adományt.
A 17. században egy ideig a Barkóczy család birtoka, zálogjog címén, de a jobbágyfelszabadításig a falu a Vay- és az Ibrányi családé marad.
A falu a 17. században elnéptelenedett, de a 18. században görögkatolikus lakosokkal telepítették be, kiknek ekkor már görögkatolikus templomuk is volt.
A település közigazgatásilag 1922-től a Mátészalkai járás körjegyzősége volt.
1924-1938-ig a -Mátészalkai járás Kántorjánosi körjegyzőséghez tartozott, 1950-ig pedig a Nyírbátori járás Nyírcsászári körjegyzőségéhez.
1977-től Nyírbátor-hoz tartozó városkörnyéki község, 1984-től Nyírcsászári-val közös tanácsú község.
1989-ben Nyírbátor vonzáskörzetéhez tartozó közös tanácsú község. 1990-től lett önálló község.

## Közélete

### Polgármesterei
- 1990–1994: Komlósi János (FKgP)[3]
- 1994–1998: Komlósi János (független)[4]
- 1998–2002: Komlósi János (FKgP-Fidesz-MDF)[5]
- 2002–2006: Komlósi János (független)[6]
- 2007–2010: Kozma Zsolt (független)[7]
- 2010–2014: Kozma Zsolt (független)[8]
- 2014–2019: Kozma Zsolt (Fidesz)[9]
- 2019–2024: Kozma Zsolt (Fidesz-KDNP)[10]
- 2024– : Kozma Zsolt (Fidesz-KDNP)[1]

A településen a 2006. október 1-jén megtartott önkormányzati választás után, a polgármester-választás tekintetében nem lehetett eredményt hirdetni, az első helyen kialakult szavazategyenlőség miatt. Aznap az 505 szavazásra jogosult lakos közül 386 fő járult az urnákhoz, hatan érvénytelen szavazatot adtak le, az érvényesen leadott szavazatok közül pedig 125-125 esett a négy független jelölt közül kettőre, Figula Istvánra és Kozma Zsoltra (32,89 % – 32,89 %). Komlósi János addigi polgármester tíz szavazattal maradt le mögöttük, a negyedik jelölt pedig mindössze 15 szavazatot szerzett. Az eredménytelenség miatt szükségessé vált időközi választást 2007. január 28-án tartották meg, minimálisan magasabb választői aktivitás mellett és már csak három jelölt részvételével. Így is szoros eredmény született: Kozma Zsolt két szavazatnyi különbséggel tudta legyőzni a hivatalban lévő polgármestert és Figula István is alig valamivel maradt le kettejük mögött, ő is 30 % fölötti eredménnyel végzett.

## Népesség
A település népességének változása:
| Lakosok száma | 651  | 655  | 655  | 625  | 511  | 536  | 508  |
|               | 2013 | 2014 | 2015 | 2021 | 2022 | 2023 | 2024 |

2001-ben a község lakosságának közel 100%-a magyar nemzetiségűnek vallotta magát.
A 2011-es népszámlálás során a lakosok 92%-a magyarnak mondta magát (8% nem nyilatkozott). A vallási megoszlás a következő volt: római katolikus 23,6%, református 15,5%, görögkatolikus 46,8%, felekezeten kívüli 2,4% (11,4% nem válaszolt).
2022-ben a lakosság 94,3%-a vallotta magát magyarnak, 0,4% egyéb, nem hazai nemzetiségűnek (5,7% nem nyilatkozott; a kettős identitások miatt a végösszeg nagyobb lehet 100%-nál). Vallásuk szerint 21,1% volt római katolikus, 13,3% református, 43,8% görög katolikus, 0,2% egyéb keresztény, 5,9% felekezeten kívüli (15,7% nem válaszolt).

## Nevezetességei
- Görögkatolikus temploma – A középkori eredetű templomot 1519-ben említik először az oklevelekben.

Szentélye a 15. században készült, gótikus stílusban.